# غويلرمو لاسو
غويلرمو لاسو (بالإسبانية: رجل أعمال ومصر)في وسياسي إكوادوري، شغل منصب الرئيس السابع والأربعين للإكوادور من عام 2021 إلى عام 2023. كان أول رئيس محافظ للبلاد منذ ما يقرب من عقدين من الزمن، الأمر الذي مثل تحولًا في جمهور الناخبين في البلاد.
شغل لاسو منصب وزير الاقتصاد المشرف لفترة وجيزة خلال رئاسة جميل معوض في عام 1999، وشغل سابقًا منصب حاكم غواياس بين عامي 1998-1999، وفي عام 2003، عمل لفترة وجيزة كسفير متجول للإكوادور خلال إدارة لوسيو غوتيريز. كان لاسو- إضافة على نشاطه السياسي- مصرفيًا وشغل سابقًا منصب الرئيس التنفيذي لبنك غواياكيل. أصبح لاسو أثناء رئاسة رافائيل كوريا، منتقدًا بارزًا لإدارته.
كان غويلرمو ليبرالي اقتصادي تقليدي، وشملت أجندته العامة نقاطًا ليبرالية كلاسيكية مثل الدفاع عن الفصل بين السلطات للحد من الحكومة وحماية الحقوق الأساسية. أعرب أيضًا عن آرائه لصالح خفض الضرائب وهو من المدافعين عن السوق الحرة. دخل لاسو عالم السياسة الرئاسية عندما أسس حزب خلق الفرص في عام 2012. ترشح لأول مرة للرئاسة في عام 2013 وحل في المركز الثاني بفارق كبير خلف الرئيس السابق كوريا. خاض الانتخابات مرة أخرى في عام 2017 وتقدم إلى الجولة الثانية، إذ تنافس ضد نائب الرئيس السابق لينين مورينو وخسر الانتخابات بفارق ضئيل. تقدم في حملته الرئاسية الثالثة في عام 2021 بصعوبة إلى جولة الإعادة في أبريل من الانتخابات في فبراير، وانتُخب لاحقًا.
عرف عهد رئاسة لاسو بمبادرات لقاح كوفيد-19 وحزم الإغاثة الاقتصادية من خلال زيادة الضرائب على الأثرياء والتمويل من صندوق النقد الدولي. أدت الزيادة في أسعار المواد الغذائية والوقود، مع سياساته الاقتصادية، إلى سلسلة من الاحتجاجات في جميع أنحاء البلاد. أثار رد الحكومة مخاوف بشأن انتهاكات حقوق الإنسان، مع حملات قمع على احتجاجات السكان الأصليين على يد قوات الأمن، إضافة إلى مزاعم باستخدام القوة المفرطة ضد الصحفيين. انخفضت نسبة تأييد لاسو بصورة ملحوظة طوال عام 2022 وعام 2023.
بدأت الجمعية الوطنية رسميًا في مايو 2023 إجراءات عزل ثانية ضد لاسو. حل لاسي الجمعية الوطنية في 17 مايو من خلال الاستئناف إلى إجراء دستوري يعرف باسم مويرتي كروزادا، ما أدى إلى انتخابات عامة عام 2023، والتي لم يترشح فيها وخلفه دانييل نوبوا.

## النشأة
ولد لاسو في حي أوريانا في غواياكيل لعائلة من الطبقة المتوسطة. كان والديه إنريكي لاسو ألفارادو ونورا ميندوزا، وكان له عشرة أشقاء وعاشت عائلته في ظل صعوبات مالية. عمل لاسو في سن 15 عامًا لكسب ما يكفي من المال لدفع تكاليف مراسم تسليم شهادة البكالوريا في مدرسة كوليجيو لا سال الثانوية. التحق بعد تخرجه من المدرسة الثانوية، بالجامعة البابوية الكاثوليكية في الإكوادور في كيتو لدراسة الاقتصاد لكنه تركها دون الحصول على شهادة جامعية.
بدأ لاسو في عام 1970 العمل بدوام جزئي في بورصة غواياكيل وعمل لاحقًا كمساعد في وكالة تحصيل الديون في كاسا مويلر مارتينيز. بدأ في عام 1972 العمل في الشركة المالية كوفيك ثم في شركة فاينانسا في كيتو. كانت أول شركة له هي شركة ألفا وأوميغا للإنشاءات، التي أسسها مع شقيقه الأكبر إنريكي لاسو عام 1978، عندما كان يبلغ من العمر 23 عامًا.
التقى لاسو بماريا دي لورديس ألسيفار في عام 1977، وتزوجها عام 1980. أنجبا خمسة أطفال: ماريا دي لورديس، وخوان، وغويلرمو إنريكي، وسانتياغو وماريا دي لاس مرسيدس.

## المهنة التجارية

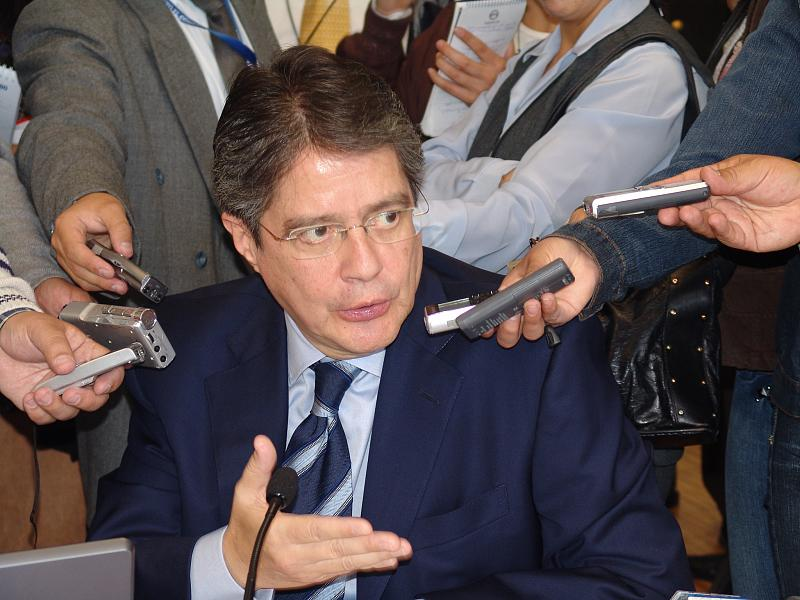
لاسّو في نوفمبر 2008

عُين لاسو في تسعينيات القرن العشرين رئيسًا للعمليات في الإكوادور لشركة كوكاكولا، وذلك بعد إفلاس الشركة المحلي في تلك المنطقة. كُلف لاسو بإعادة هيكلة الشركة وإعادتها إلى توازن مالي. شغل منذ ذلك الحين منصب عضو مجلس إدارة كل من كوكاكولا ومافيسا، وشغل أيضًا منصب رئيس مجلس إدارة لجنة النقل في غواياس بالإضافة إلى عضويته في مجلس إدارة بنك التنمية لأمريكا اللاتينية ومنطقة البحر الكاريبي (كاف).
أصبح لاسو في عام 1994 الرئيس التنفيذي لبنك غواياكيل، وشغل صهره دانيلو كاريرا درويت سابقًا منصب الرئيس التنفيذي لبنك غواياكيل بين عامي 1983-1984. أسس برنامج بانكوس ديل باريو خلال فترة ولايته، وهي مبادرة مصرفية مجتمعية جذبت أصحاب المتاجر المحلية كشركاء اقتصاديين مع البنك في التخطيط والاستراتيجية. أشاد بنك التنمية للبلدان الأمريكية بالبرنامج باعتباره تقدما في استراتيجية اختراق الخدمات المصرفية الشعبية. استقال لاسو من منصبه كرئيس تنفيذي في عام 2012. يُعدّ لاسو، من خلال صندوق باسم أحرف اسمه الأولى (جي إل إم)، أكبر مساهم في بنك غواياكيل، إذ شغل منصب الرئيس التنفيذي لأكثر من 20 عامًا. أسس أيضًا مؤسسة باريو.
أنشأ لاسو في مارس 2020 المبادرة الإنسانية «إنقاذ الأرواح» التي هدفت إلى مكافحة جائحة كوفيد -19 وجمعت 8 مليون دولار أمريكي للمساعدة في شراء الإمدادات والمعدات الطبية للنظام الصحي الإكوادوري.

## المسيرة السياسية
عُين لاسو في عام 1998 حاكمًا لغواياس، وشهدت الحكومة الوطنية خصخصة واسعة النطاق للشركات والمنشآت العامة.
مرت الإكوادور بانهيار اقتصادي في عام 1999، وعُين لاسو بعدها مؤقتًا في المنصب المبتكر حديثًا وهو وزير الاقتصاد المشرف، ليحل محل آنا لوسيا أرميخوس المستقيلة. خدم كوزير للمالية في عهد الرئيس جميل معوض وتولى المفاوضات مع صندوق النقد الدولي للحصول على الدعم الاقتصادي. كُلّف بتنسيق سياسة الحكومة استجابة للأزمة الاقتصادية في البلاد.
عين الرئيس لوسيو غوتيريز لاسو سفيرًا إكوادوريًا متجولًا في يناير 2003، وهو منصب حديث النشأة، وشغل هذا المنصب حتى إلغائه بعد بضعة أشهر في أبريل من ذلك العام. أسس لاسو- تحسبًا لحملته الرئاسية الأولى- حزب يمين الوسط «خلق الفرص» الذي حدد العديد من السياسات ضد إدارة رافائيل كوريا.

### الحملات الرئاسية المبكرة
كان المرشح الرئاسي عن حزب خلق الفرص في الانتخابات العامة 2013، وقد حل في المركز الثاني بنسبة 22.68% من الأصوات الصحيحة، وخسر أمام الرئيس الحالي رافائيل كوريا الذي حصل على أكثر من ضعف تلك الأصوات (57.17%).
أطلق لاسو في بداية عام 2017 حملته الرئاسية الثانية لخلافة الرئيس الحالي كوريا عن حزب خلق الفرص المحافظ في الانتخابات الرئاسية لعام 2017. كان موضوع حملته هو «التغيير» وتعهد بتوفير مليون فرصة عمل في الإكوادور. حصل لاسو على 48.84% وخسر أمام لينين مورينو، وعقب النتيجة، اتهم لاسو خصومه بتزوير الانتخابات ووصف الإدارة المنتخبة بأنها «غير شرعية».
صرح لاسو لصحيفة الغارديان في فبراير 2017 أنه في حال فوزه في الانتخابات الرئاسية، سيطلب «بما فيه الود» من مؤسس ويكيليكس جوليان أسانج، مغادرة سفارة الإكوادور في لندن خلال 30 يومًا.